# تششمة كش
تششمة كش هي قرية في مقاطعة ميانة، إيران. عدد سكان هذه القرية هو 413 في سنة 2006.